# Le Gault-du-Perche
Le Gault-du-Perche (até 2017: Le Gault-Perche) é uma comuna francesa na região administrativa do Centro, no departamento Loir-et-Cher. Estende-se por uma área de 27,69 km². Em 2010 a comuna tinha 343 habitantes (densidade: 12,4 hab./km²).